# 百老匯電影中心

百老匯電影中心標誌

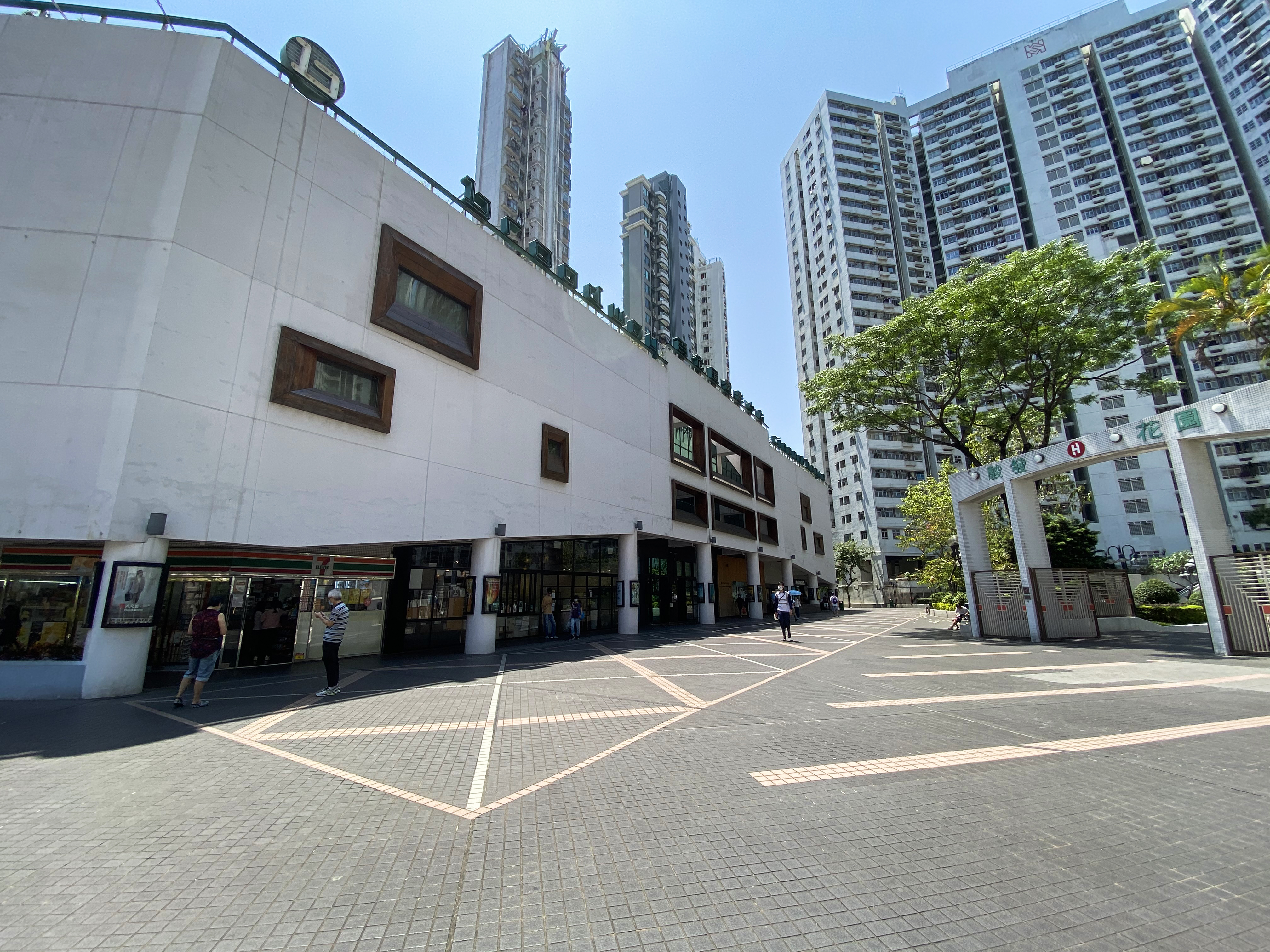
百老匯電影中心

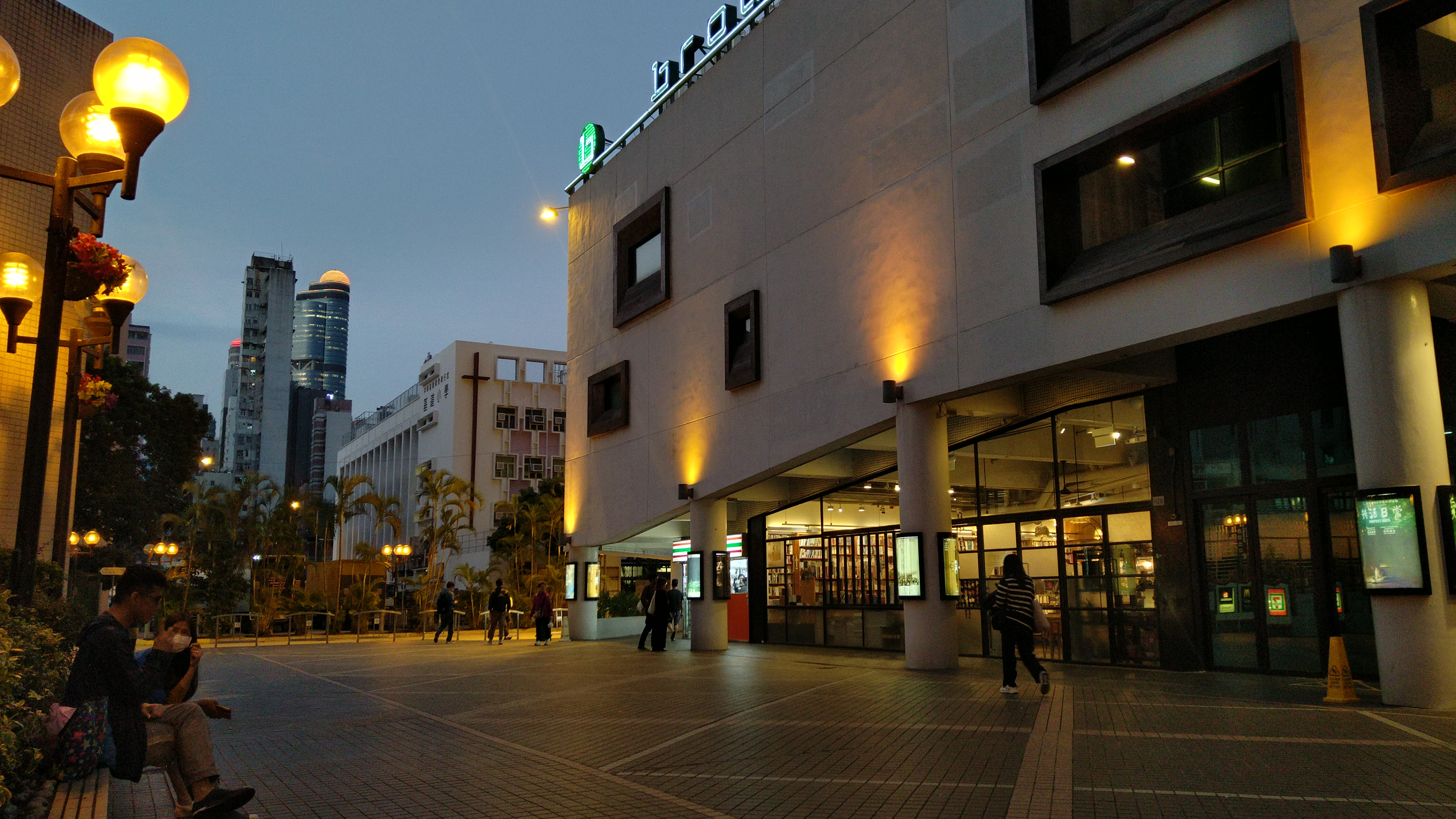
傍晚的百老匯電影中心

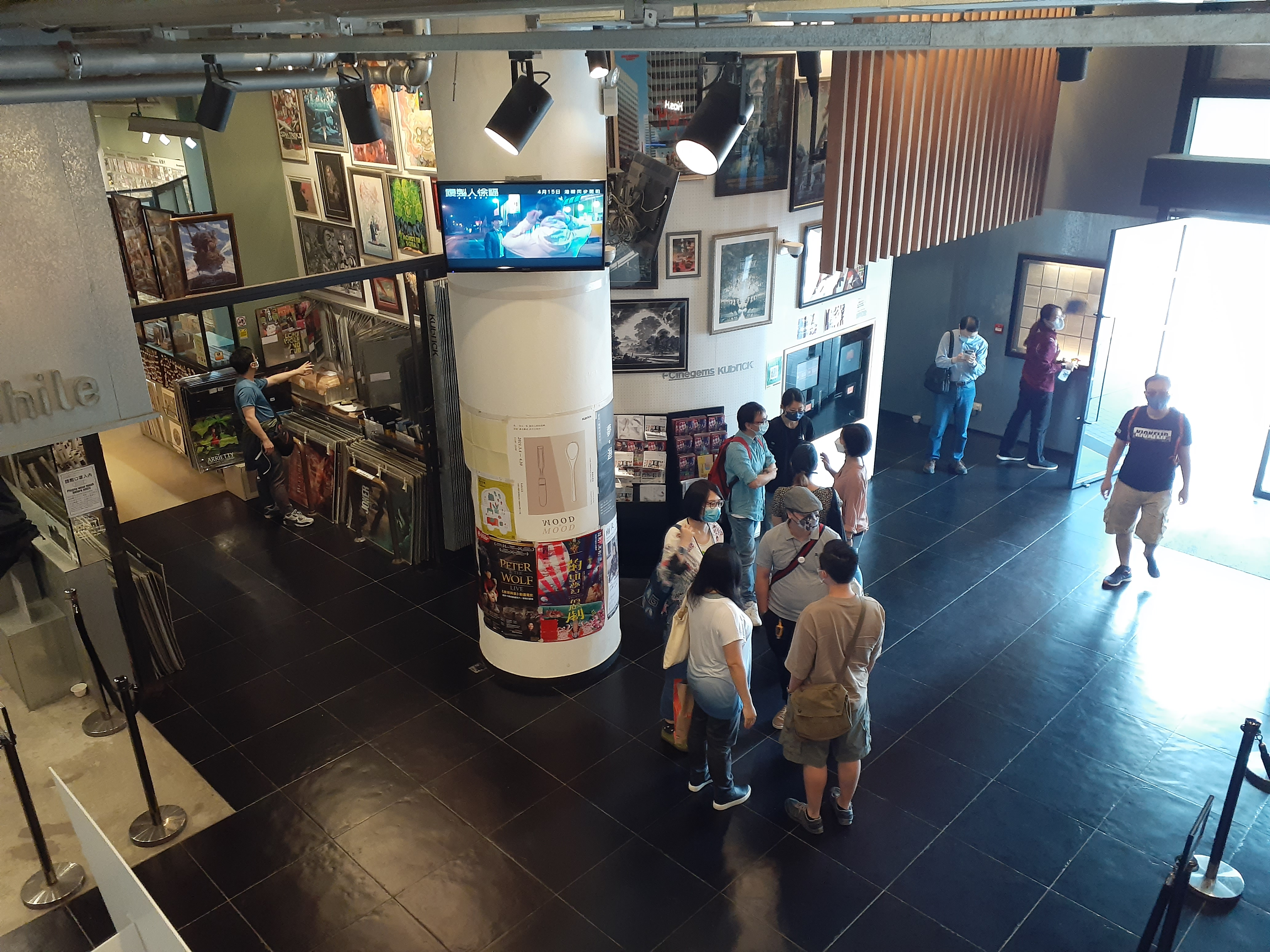
戲院大堂

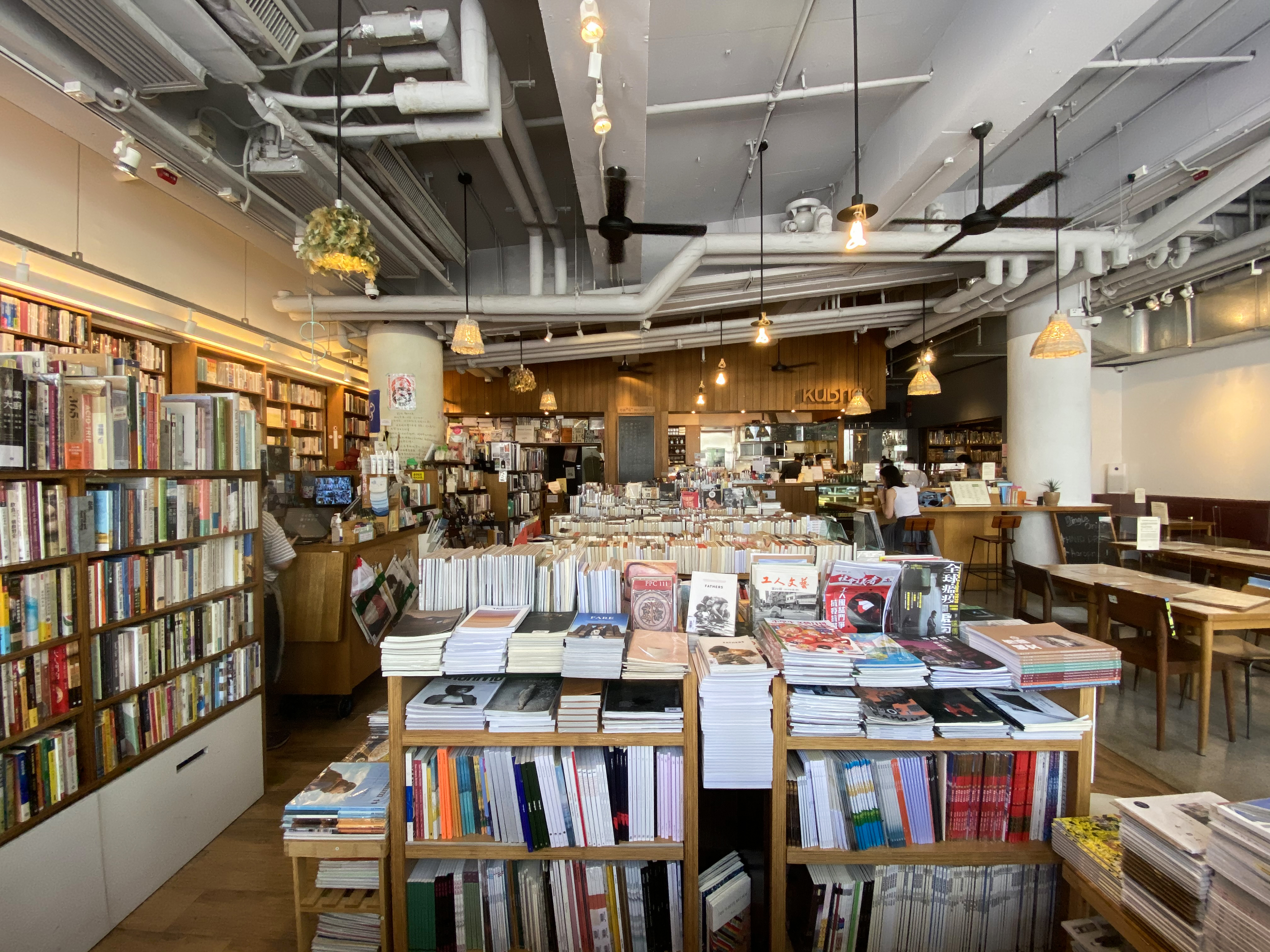
電影中心內的Kubrick書店

百老匯電影中心（英語：Broadway Cinematheque）是香港百老匯院線旗下的戲院之一，位於九龍油麻地眾坊街駿發花園，於1996年11月20日開幕，是除了舊有的灣仔影藝戲院外，香港少數播映非主流電影的商業戲院，定期舉行特別放映、電影節、影展等。

## 簡介
百老匯電影中心有4間影院，2011年翻新後各影院設115個座位，共460個座位，附設名為「Kubrick」的書店，售賣電影、文化書籍及提供咖啡店服務（Kubrick品牌随后被引入北京及上海，亦曾於2017年10月至2021年1月底在深圳华润万象天地開設同名分店）。
2011年8月1日起，百老匯電影中心分階段進行全院裝修工程，包括更換銀幕及座位，座位數目由160個減少至115個，改用皮面座椅及可拉向上的手柄，座位編排採用了其他百老匯院線使用的梯級式以增加斜度，於2012年2月全部完工並舉辦了大型派對慶祝。

## MOViE MOViE
2012年5月31日，與Now TV合作的國際電影頻道 MOViE MOViE 於132頻道啟播，提供最多元化的優秀電影，包括全球首輪電影、國際影展的得獎作品及經典電影，更有每月一部電影與戲院同步首播。2015年7月22日起，台號變更至116頻道。

## 鄰近
- 舊油麻地警署
- 油麻地賽馬會診所
- 梁顯利油麻地社區中心
- 油蔴地天主教小學
- 東莞同鄉會方樹泉學校
- 中華基督教會灣仔堂基道小學

## 外部連結
- 官方网站
- 百老匯電影中心的Instagram帳戶
- 百老匯電影中心的Facebook專頁
- MOViE MOViE （页面存档备份，存于）